# チェンストホヴァの神の母イコン聖堂

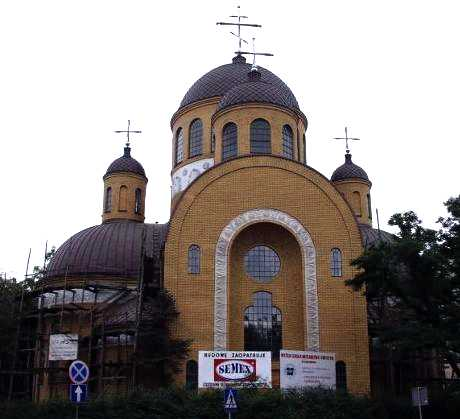
チェンストホヴァの神の母イコン聖堂

チェンストホヴァの神の母イコン聖堂（ポーランド語: Cerkiew Częstochowskiej Ikony Matki Bożej w Częstochowie, 英語: Orthodox Church of the Icon of Our Lady of Częstochowa）は、ポーランドにある正教会の聖堂。黒い聖母もしくはヤスナ・グラの聖母とも呼ばれる、ポーランドの国家的象徴でもあるイコン『チェンストホヴァの神の母』（ポーランド語: Matka Boska Częstochowska, 教会スラヴ語: Ченстоховская икона Божией Матери）を記憶している。建設はビャウィストクのミカウ・バワシ（en:Michał Bałasz）による設計で1994年に開始された。2009年、聖堂は殆ど完成した。鐘と窓は入れられ、ファサードも完成した。しかし内装は未だ多くが未完成のままである。礎石はコンスタンディヌーポリ総主教ヴァルソロメオス1世によって成聖された。